# The Affair - Una relazione pericolosa
The Affair - Una relazione pericolosa (The Affair) è una serie televisiva statunitense creata da Sarah Treem e Hagai Levi per la rete televisiva Showtime.
La serie ha debuttato sul network il 12 ottobre 2014. L'episodio pilota è stato reso disponibile dal 6 ottobre 2014 attraverso YouTube, Sho.com e altre piattaforme. Molto apprezzata dalla critica, essa ha vinto diversi riconoscimenti tra cui tre Golden Globe: due nel 2015 come miglior serie drammatica e miglior attrice in una serie drammatica a Ruth Wilson e uno l'anno successivo come miglior attrice non protagonista in una serie a Maura Tierney.

## Trama
Noah Solloway e Alison Lockhart instaurano una relazione extraconiugale dopo essersi incontrati nella località turistica di Montauk a Long Island. Noah è un insegnante di New York che ha pubblicato un romanzo, e sta cercando di scrivere un secondo libro. È felicemente sposato con quattro figli, ma risente del carisma del ricco suocero, scrittore di successo. Alison è una giovane cameriera nativa di Montauk che sta cercando di tenere in piedi la sua vita e il suo matrimonio dopo la tragica morte del figlio. I risvolti e le conseguenze psicologiche della storia tra Noah e Alison vengono raccontati da due punti di vista differenti, quello maschile e quello femminile, dal cui amore proibito nascerà una serie di eventi, talvolta tragici, che coinvolgeranno loro, e chi gli sta vicino.

### Prima stagione
Noah trascorre quella che doveva essere una tranquilla vacanza a Montauk insieme alla moglie Helen e ai loro quattro figli Whitney, Martin, Trevor e Stacey, nella villa dei suoceri, ma la vita di Noah cambia quando conosce Alison, giovane e affascinante cameriera che lavora al Lobster Roll, sposata con Cole Lockhart, il quale gestisce un ranch insieme ai fratelli Scotty, Hal, Caleb, e alla madre Cherry. Il figlio di Cole e Alison, il piccolo Gabriel, è morto da un po' di tempo e Alison si sente sola dato che il marito in seguito alla loro perdita, è diventato un uomo freddo che dedica tutto il suo tempo al lavoro. Benché la vita di Noah sembri perfetta in realtà lui è molto infelice, Alison e Noah vedono l'una nell'altro la possibilità di evadere da un'esistenza piena di insoddisfazioni, e in breve tempo i due diventano amanti. Noah scopre che Alison aiuta il marito e i suoi cognati a trafficare droga, con l'obbiettivo di salvare il ranch dai suoi debiti, Noah e Alison si lasciano e lui torna a New York con la famiglia, ma poi rimane accanto ad Alison quando sua nonna muore, e i due tornano insieme. Alison scopre che sua suocera ha mentito a Cole e ai suoi fratelli per anni, nascondendo un segreto: il terreno su cui si trova il ranch da anni non aveva più valore, quindi i loro sforzi per salvarlo erano inutili. A peggiorare le cose ci si mette il fatto che Whitney, benché sia solo una minorenne, si è fatta mettere incinta da Scotty, finendo con l'abortire. Alla fine Noah e Alison lasciano rispettivamente la moglie e il marito.

### Seconda stagione
Noah e Alison ora vivono insieme, inoltre Noah sta scrivendo un romanzo sulla sua storia con Alison, mentre è in piena causa di divorzio con Helen, che dopo molto travaglio gli offre l'affidamento congiunto dei figli. Cole dopo aver perso il ranch e la moglie, lavora come tassista, ormai è diventato un uomo depresso e senza più obbiettivi, comunque conosce la fidanzata di Scotty, Luisa, la quale lascia il fratello di Cole iniziando una storia con quest'ultimo.
Alison dopo aver letto le pagine del libro di Noah dove viene dipinta come una volgare e spregiudicata amante, si sente sola anche perché sente che Noah non prende la loro storia seriamente, e in un momento di debolezza lo tradirà con Cole, il quale la metterà incinta, nasce così la piccola Joanie, e Alison farà credere a Noah che è sua figlia. Il libro di Noah, che lui ha intitolato "La discesa" diventa un bestseller, e Alison si sente messa da parte dato che il suo compagno ormai è assorbito dalla sua carriera.
Helen inizia una relazione amorosa con il dottor Vic Ullah, mentre Scotty cerca più volte di convincere Cole e Alison a usare il denaro ottenuto dalla vendita della loro casa per comprare il Lobster Roll che è diventato inagibile a causa di un uragano e trasformarlo in un night club. Grazie all'amore di Luisa, Cole ritrova la sua serenità d'animo, inoltre le chiede di sposarlo. Cole inizia a maturare l'idea che acquistare il Lobster Roll potrebbe veramente essere un buon affare, il suo progetto è quello di ristrutturarlo, e lasciare la gestione a Luisa.
Alison cerca di realizzare il suo sogno di diventare medico, ma lascia la facoltà di medicina capendo che quella non è la sua strada, quindi accetta l'offerta di Cole e i due acquistano il Lobster Roll. Il giorno del matrimonio di Cole e Luisa, i quali hanno invitato pure Alison, Helen, Noah e Scotty, quest'ultimo si ubriaca dato che Cole e Alison lo hanno tagliato fuori dall'affare, inoltre Alison confessa a Noah di averlo tradito con Cole e quest'ultimo è il vero padre di Joanie. Noah dà a Helen un passaggio in auto, ma non riesce a guidare dato che la sua mente è dominata dai suoi pensieri su Alison, quindi Helen si mette al volante, mentre Alison, che passeggiava sul ciglio della strada, viene raggiunta da Scotty il quale cerca di aggredirla. Alison lo spinge per strada e Helen lo investe uccidendolo.
Dopo un lungo processo sul caso di Scotty, il detective a capo delle indagini trova una prova che potrebbe incriminare Alison, quindi Noah si dichiara colpevole in tribunale per proteggere Alison e Helen.

### Terza stagione
Sono passati tre anni dal processo di Noah e lui è stato rilasciato dopo aver passato gli ultimi anni in prigione, adesso lavora come insegnante al Livingston College, dove conosce l'affascinante professoressa francese Juliette Le Gall, sposata con un uomo molto più vecchio di lei che soffre di alzheimer; i due iniziano a provare un forte attrazione reciproca. Dopo la morte del padre dovuta a un enfisema, Noah inizia ad avere delle manie di persecuzione, e qualcuno cerca anche di ucciderlo ferendolo con una lama al collo, fortunatamente grazie a Juliette riesce a salvarsi.
Alison ha dovuto confessare a Cole che lui è il vero padre di Joanie, ora sono lui e Luisa a prendersi cura della piccola dato che Alison ha concesso all'ex marito l'affidamento esclusivo della bambina visto che si è internata in una clinica di igiene mentale a causa di un esaurimento nervoso. Cole è diventato un imprenditore di successo grazie agli ottimi proventi del Lobster Roll, oltre al fatto che lui e i suoi fratelli hanno aperto una piccola società edile. Alison tornata a Montauk prega Luisa e Cole di darle un'altra possibilità per essere una brava madre, tra l'altro Cole e Alison capiscono di amarsi ancora e finiscono a letto insieme.
Noah prova a convincere Alison a dare un'altra possibilità alla loro storia, ma ora lei vuole concentrarsi solo sulla figlia, tra l'altro Alison ha capito di non aver mai ricambiato l'amore di Noah, perché lo vedeva solo come una mezzo pur fuggire da quella che era diventata un'esistenza vuota e infelice, quindi Noah le concede il divorzio e i due rimangono buoni amici. Helen e Vic ora vivono insieme, ma lei è ancora ossessionata da Noah, infatti non perdona se stessa per aver lasciato che il suo ex marito abbia scontato la pena per la morte di Scotty al suo posto, Vic decide di lasciarla sentendo che la presenza di Noah è troppo forte nel loro rapporto. Helen prova a riconquistare Noah, ma purtroppo capisce che l'amore che li legava è veramente finito, e che Noah non è mai stato felice insieme a lei.
Alison in tribunale riottiene la custodia congiunta di Joanie, ma non è altrettanto fortunata con Cole, infatti anche se sperava che loro due tornassero insieme, a dispetto del loro vicendevole amore, Cole decide di rimanere devoto a Luisa. Helen confessa a Vic che è stata lei a uccidere Scotty e che Noah si è preso la colpa al suo posto e che è stato il rimorso per non essersi assunta le sue responsabilità a legarla ancora al suo ex marito, e non l'amore. Vic decide di perdonarla per le sue bugie e i due tornano insieme.
Noah immagina nella sua mente una sorta di nemesi oscura, ma poi comprende che tutto ciò che ha visto era frutto della sua immaginazione, infatti è stato lui stesso a infliggersi quella ferita al collo, inoltre ora Noah deve affrontare il trauma mai superato per la morte di sua madre Rebecca, lei era gravemente malata e lui decise di manomettere le sue medicine aiutandola a morire perché non aveva il coraggio di guardarla soffrire. La principale ragione per cui si è fatto arrestare per la morte di Scotty al posto di Alison e Helen era legata al suo desiderio di espiare la sua colpa per quello che fece alla madre. Dopo aver affrontato i suoi tormenti emotivi, Noah va a Parigi insieme a Juliette, con la quale ora ha una relazione, e proprio a Parigi Noah ricostruisce un legame con sua figlia Whitney convincendola a lasciare il suo violento fidanzato. Quando il marito di Juliette muore, lei e Noah decidono di lasciarsi da buoni amici, infatti Noah torna in America con Whitney mentre Juliette adesso dovrà prendersi cura di sua figlia Sabine.

### Quarta stagione
Ora che Martin e Whitney vanno all'università, Helen si trasferisce a Los Angeles con Vic, insieme a Stacey e Trevor, vivendo in una lussuosa villa, anche Noah (per stare vicino ai suoi figli) si trasferisce a Los Angeles trovando lavoro in una scuola privata, rimanendo affascinato dal suo capo, la preside Janelle Wilson, conoscendo anche il figlio di lei nonché suo studente, Anton, un ragazzo molto intelligente.
Cole e Alison hanno modo di intascare molto denaro vendendo il Lobster Roll a degli acquirenti stranieri, Alison inizia a uscire con Ben Cruz, ex marine che soffre di disturbo da stress post-traumatico, all'apparenza un uomo gentile, forte e responsabile. Il matrimonio di Cole e Luisa va di male in peggio, lei sente di essere troppo dipendente da Cole essendo un'immigrata dell'Ecuador senza il permesso di cittadinanza in regola, oltre al fatto che Cole è ancora palesemente innamorato di Alison. Su suggerimento di Cherry, Cole lascia temporaneamente Montauk per un walkabout, esperienza che anche suo padre Gabriel fece a suo tempo. Luisa gli dà il permesso di andare avendo capito che Cole deve schiarirsi le idee, mentre a Vic viene diagnosticato un tumore al pancreas, gli restano pochi mesi di vita.
Helen è distrutta all'idea di perderlo, inoltre Vic in un momento di debolezza dovuto al calvario della malattia, tradirà Helen con Sierra, la loro giovane e affascinante vicina di casa, con la quale anche Helen avrà una breve storia. Cole va a Morro Bay, la stessa località dove fece tappa suo padre quando fece il suo walkabout, e lì conosce Nan, artista che in passato è stata l'amante di suo padre, il suo grande amore, fu costretto a lasciarla per tornere a Montauk dato che Cherry minacciò di suicidarsi, e dunque Cole capisce che la ragione per cui suo padre si tolse la vita il giorno del decimo compleanno di Cole era dovuta al fatto che non poteva stare insieme alla donna che amava. Cole dopo aver avuto la storia di una notte con Delphine, giovane artista protetta di Nan, decide di tornare con Alison avendo preso atto che non potrà mai amare Luisa nello stesso modo in cui ama la sua ex moglie.
Alison scopre che il padre che è sempre stato assente nella sua vita, di recente si è messo in contatto con la madre Athena, quindi Alison riesce a rintracciarlo scoprendo che è un uomo benestante, lui vorrebbe ricucire il rapporto con la figlia anche se all'apparenza il principale motivo sembra legato all'esigenza di aver bisogno da parte di Alison di un trapianto di rene a causa delle pessime condizioni di salute del padre. Athena rivela a Alison che suo padre la mise incinta violentandola.
Noah e Janelle diventano amanti, inoltre Noah decide di portare Anton in un tour a Princeton, i due si fanno dare un passaggio da Cole, che con il loro aiuto va alla ricerca di Alison che da qualche giorno è scomparsa, e poi scoprono della sua tragica fine: Alison infatti è morta. È stata uccisa da Ben, infatti voleva lasciarlo dopo aver scoperto che è sposato e che ha dei figli, ma lui la aggredisce a casa della donna non accettando il suo rifiuto avendo sviluppato un'ossessione per lei, infine portandola di peso mentre era in uno stato si semi-incoscienza, la butta in mare. La polizia accerta che la causa di morte è dovuta all'affogamento, quindi tutti pensano a un suicidio benché Cole avesse avuto da subito il sentore che è stato Ben a ucciderla, ma non ci sono gli elementi necessari per avviare un'indagine su di lui.
Noah e Cole soffrono per la morte della donna che hanno amato, inoltre Helen scopre da Sierra che lei aspetta un bambino da Vic. Grazie a Cherry, Cole trova la forza di reagire al dolore, poi Luisa capisce che il loro matrimonio è finito, ma Cole le dice che resteranno ugualmente sposati e che la nominerà tutrice legale di Joanie almeno per aiutarla con il problema della cittadinanza. Noah resta vicino a Helen che deve dire addio a Vic, dopo avergli detto per l'ultima volta di amarlo, dando a Sierra il permesso di dirgli della sua gravidanza. Cole lascia temporaneamente Montauk insieme a Joanie per stare un po' di tempo solo con sua figlia nella speranza che insieme possano trovare la forza di superare il dolore per la morte di Alison.

## Episodi
| Stagione         | Episodi | Prima TV USA | Prima TV Italia |
| ---------------- | ------- | ------------ | --------------- |
| Prima stagione   | 10      | 2014         | 2016            |
| Seconda stagione | 12      | 2015         | 2016            |
| Terza stagione   | 10      | 2016-2017    | 2016-2017       |
| Quarta stagione  | 10      | 2018         | 2018            |
| Quinta stagione  | 11      | 2019         | 2019            |

## Personaggi e interpreti
- Noah Solloway (stagioni 1-5), interpretato da Dominic West, doppiato da Alberto Bognanni.
- Alison Lockhart (nata Bailey) (stagioni 1-4), interpretata da Ruth Wilson, doppiata da Selvaggia Quattrini.
- Helen Solloway (nata Butler) (stagioni 1-5), interpretata da Maura Tierney, doppiata da Alessandra Cassioli.
- Cole Lockhart (stagioni 1-4), interpretato da Joshua Jackson, doppiato da Nanni Baldini.
- Whitney Solloway (stagioni 1-3, 5, guest star stagione 4), interpretata da Julia Goldani Telles, doppiata da Roisin Nicosia.
- Martin Solloway (stagioni 1-3, guest star stagione 5), interpretato da Jake Siciliano, doppiato da Mattia Fabiano (stagioni 1-2) e Mirko Cannella (stagioni 3-5).
- Trevor Solloway (stagioni 1-5), interpretato da Jadon Sand, doppiato da Gabriele Meoni (stagionin 1-2) e Mattia Fabiano (stagioni 3-5).
- Stacey Solloway (stagioni 1-5), interpretata da Leya Catlett (stagioni 1-2) e da Abigail Dylan Harrison (stagioni 3-5) , doppiata da Sara Tesei (stagioni 1-2) e Chiara Fabiano (stagioni 3-5).
- Max Cadman (stagione 2, guest star stagioni 1, 3), interpretato da Josh Stamberg, doppiato da Davide Marzi.
- Luisa Lèon (stagioni 3-4, guest star stagioni 2, 5), interpretata da Catalina Sandino Moreno, doppiata da Eva Padoan.
- Vic Ullah (stagioni 3-4, guest star stagione 2, 5), interpretato da Omar Metwally, doppiato da Andrea Lavagnino.
- Juliette Le Gall (stagione 3), interpretata da Irène Jacob, doppiata da Claudia Catani.
- Janelle Wilson (stagione 5, guest star stagione 4), interpretata da Sanaa Lathan, doppiata da Laura Romano.
- Joanie Lockhart (stagioni 3-5), interpretata da Reagan e Savannah Grella (stagioni 3-4) (giovane) e da Anna Paquin (stagione 5), doppiata da Federica De Bortoli (stagione 5) (adulta).

## Produzione
Nel febbraio 2013 Showtime ordinò l'episodio pilota, scritto da Sarah Treem e Hagai Levi e diretto da Mark Mylod. Il 16 febbraio 2014 il network ordinò ufficialmente la prima stagione composta da dieci episodi. La serie è stata rinnovata per una seconda stagione, composta da dodici episodi, andata in onda dal 4 ottobre 2015. Nel dicembre 2015 la serie è stata rinnovata per una terza stagione, che è stata trasmessa dal 20 novembre 2016. Il 6 gennaio 2018, Showtime ha reso noto la data della première USA della quarta stagione, che è andata in onda dal 17 giugno 2018. Il 26 luglio 2018, Showtime ha annunciato il rinnovo per una quinta e ultima stagione che ha debuttato il 25 agosto 2019.
In Italia la serie è stata trasmessa dal canale satellitare Sky Atlantic dal 7 settembre 2016 al 10 dicembre 2019.
Le musiche della serie sono composte da Marcelo Zarvos, mentre per la sigla d'apertura è stato utilizzato il brano inedito Container di Fiona Apple.

## Riconoscimenti
- 2015 - Golden Globe
  - Miglior serie drammatica
  - Migliore attrice in una serie drammatica a Ruth Wilson
  - Candidatura per il Miglior attore in una serie drammatica a Dominic West
- 2015 - Satellite Awards
  - Candidatura per la Miglior serie tv drammatica
  - Candidatura per la Miglior attrice in una serie drammatica a Ruth Wilson
- 2015 - Writers Guild of America Awards
  - Candidatura per Nuova serie
- 2016 - Golden Globe
  - Migliore attrice non protagonista in una serie, mini-serie o film per la televisione a Maura Tierney